# Cirrhatula bellavistae
Cirrhatula bellavistae är en ringmaskart som beskrevs av Jean Victor Audouin och Milne Edwards 1833. Cirrhatula bellavistae ingår i släktet Cirrhatula och familjen Cirratulidae. Inga underarter finns listade i Catalogue of Life.